# Périodisation
La périodisation est l'étude de la catégorisation du passé en blocs de temps distincts et quantifiés (époques historiques) afin de faciliter l'étude et l'analyse de l’histoire.
Il en résulte des abstractions descriptives qui fournissent des termes pratiques pour des périodes présentant des caractéristiques relativement stables. Cependant, la détermination précise du début et de la fin d'une période est souvent arbitraire, car elle a changé au fil du temps.
Dans la mesure où l'histoire est continue et non généralisée, tous les systèmes de périodisation sont plus ou moins arbitraires. Pourtant, sans périodes nommées, aussi maladroites ou imprécises soient-elles, le temps passé ne serait rien d'autre que des événements épars sans cadre pour nous aider à les comprendre. Les nations, les cultures, les familles et même les individus, chacun avec son histoire différente, sont constamment engagés dans l'imposition de schémas de périodisation temporelle qui se chevauchent. Les étiquettes de périodisation sont continuellement remises en question et redéfinies. 